# Narcoturismo

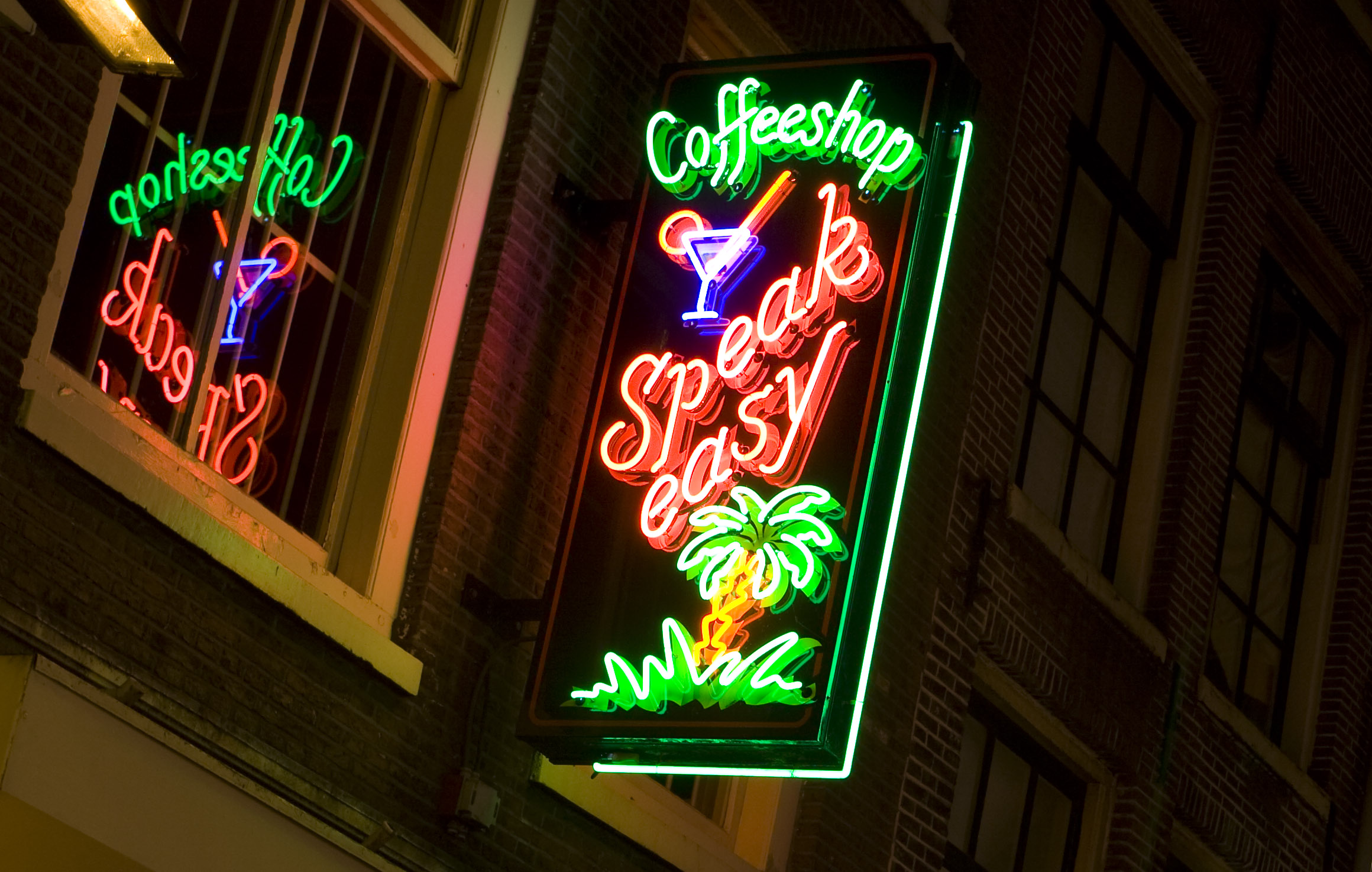
Coffee shop en Ámsterdam

El narcoturismo o turismo de droga es una corriente turística cuyo atractivo es la adquisición y consumo de drogas, como así también visitar lugares asociados a su fabricación o distribución. Esto se debe principalmente a la disparidad de las leyes de prohibición o regulación de drogas de cada país. Los Países Bajos mantienen una política de tolerancia a la venta minorista de hachís y marihuana en coffee shop, por lo que su consumo por mayores de dieciocho años está descriminalizado. Países como Francia o Alemania también ofrecen condiciones similares.

## Destinos y características
El narcoturismo, en Europa, se concentra principalmente en Países Bajos, ya que tiene una legislación permisiva con el consumo de drogas, concretamente por los coffee shops, que son establecimientos donde esta despenalizado el consumo y venta de algunas de ellas. Concretamente se permite comprar 5 g por persona de droga blanda. En otros lugares, el turismo de drogas se da donde se cree que el acceso a estas sustancia puede ser más sencillo.
En Sudamérica existe el narcoturismo en forma de visitas guiadas a antiguos centros de elaboración de droga, como por ejemplo en la Sierra Nevada de Santa Marta, Colombia.
Debido a su auge, el narcoturismo ha suscitado polémica sobre todo en las localidades fronterizas de Holanda con Bélgica como Terneuzen y Maastricht, ya que los alcaldes y ciudadanos de estas poblaciones donde existen coffee shops, han comprobado como la delincuencia ha aumentado, con más robos, venta ilegal de drogas, etc. y todo esto asociado a la venta de drogas blandas en estos establecimientos[cita requerida].A pesar de ello no parece que ese narcoturismo sea un problema de seguridad pública real según la Ministra de Justicia de ese país que en el año 2009 ordenó el cierre de 8 cárceles por falta de presos. Un claro síntoma de que la criminalidad en general no se incrementa en ese país por esta causa .

## Controles antidroga
Se teme que la abolición de los controles fronterizos obligatorios según el Acuerdo de Schengen, haya facilitado el tráfico ilícito de drogas. Las instituciones policiales colaboran estrechamente a escala internacional; la policía y la aduana, a través de la realización de controles al azar, deberán aumentar el número de detecciones en las zonas fronterizas y en el interior del país. Sobre todo, aumentarán mucho más los controles con vehículos civiles en autopistas/carreteras transfronterizas. La garantía de las cantidades ilegales de drogas permanece estable en comparación con la época anterior a Schengen, mientras que el éxtasis está en aumento. El número de hallazgos de drogas ilegales ha decrecido notablemente. Sin embargo, se desconoce por el momento si el número el número de traficantes de drogas ha aumentado (cifra negra).
De acuerdo con la ley de sustancias estupefacientes y psicotrópica, queda prohibida la importación de drogas a Alemania. Las drogas que se incautaron en Alemania, provienen del país donde más abundan las drogas, los Países Bajos. En particular, el cannabis (un 81% de las incautaciones son de hachís, un 75% de marihuana y de éxtasis, un 80%, fuente: control de drogas del gobierno federal 2001). También se introdujeron otro tipo de drogas (como heroína, LSD, entre otras), en su mayoría de los Países Bajos.
Los coffee shops que se encuentran cerca de la frontera son un atractivo para los numerosos consumidores de los países vecinos.

## Turismo nacional de drogas
Para evitar los efectos secundarios de los heroinómanos se han implantado centros de ayuda en los que ellos pueden consumir heroína y otras drogas duras, lo que les permite un consumo que cumple los estándares higiénicos. En estos centros existen habitaciones específicas con el fin de proveer a los drogodependientes de jeringuillas limpias para evitar infecciones como el VIH, la hepatitis y otras enfermedades infecciosas; y también impedir el consumo en la calle.